# Le Rêve de Sara
Pour plus de détails, voir Fiche technique et Distribution.
Le Rêve de Sara ou Son meilleur coup au Québec (Her Best Move), est un téléfilm américain réalisé par Norm Hunter sorti en 2007.

## Synopsis
Sara Davis est une jeune adolescente de 15 ans complètement débordée, notamment avec sa passion qu’elle vit depuis son jeune âge: le soccer. Mais le soccer menace d’envahir sa passion pour la danse et la photographie, surtout lorsque son père ronge l’idée qu’elle soit sélectionnée et qu’elle soit la plus jeune joueuse de l’équipe nationale de soccer américaine. Et que Sara rencontre Josh, le photographe solitaire du journal de l’école et éprouve des sentiments pour ce dernier, et qu’elle commence une compétition avec la belle et talentueuse Regina, une joueuse de son équipe, qui elle aussi aimerait aller dans l’équipe nationale, ça ne sera pas évident. Heureusement qu’elle est aidée de Tutti, sa meilleure amie, mais Sara devra donner le meilleur coup de sa vie…

## Fiche technique
- Titre : Le Rêve de Sara
- Titre québécois : Son meilleur coup
- Titre original : Her Best Move
- Réalisation : Norm Hunter
- Scénario : Norm Hunter et Tony Vidal
- Musique : Didier Rachou
- Photographie : Paul Ryan
- Montage : Mitchel Stanley
- Production : Norm Hunter
- Société de production : Summertime Films et Her Best Move LLC
- Pays de production :  États-Unis
- Genre : Comédie romantique
- Durée : 101 minutes
- Date de sortie : 
  - États-Unis : 7 septembre 2007

## Distribution
Légende : V. Q. = Version Québécoise
- Leah Pipes (V. Q. : Émilie Bibeau) : Sara Davis
- Scott Patterson (V. Q. : Stéphane Blanchette) : Gil Davis, le père ambitieux de Sara
- Lisa Darr (V. Q. : Patricia Tulasne) : Julia, la mère de Sara
- Drew Tyler Bell (V. Q. : Sébastien Reding) : Josh, le gars qui craque pour Sara
- Lalaine (V. Q. : Catherine Bonneau) : Tutti, l’amie de Sara
- Daryl Sabara : Doogie, le gars qui courtise Sara
- Jhoanna Flores (V. Q. : Romy Kraushaar-Hébert) : Regina, la quasi-ennemie de Sara
- Denise Dowse (en) (V. Q. : Marie-Andrée Corneille) : Lisa
- Fay Masterson (V. Q. : Geneviève Désilets) : Lori, l’entraîneuse de soccer de Sara
- Brandi Chastain : elle-même